# Access Linux Platform
Access Linux Platform（ALP），應用於行動裝置的Linux發行版之一，為Palm OS的後續版本。由位於日本東京愛可信公司旗下的ACCESS Systems所主導研發。這個軟體平台上，有JAVA的運行環境，標準Palm OS以及基於GTK+的軟體應用。於2006年開始研發，2007年2月推出第一個正式版本。

## 外部連結
- Access Linux Platform 官方首頁